# 圣玛丽亚-德帕劳托尔德拉
圣玛丽亚-德帕劳托尔德拉，是西班牙加泰罗尼亚巴塞罗那省的一个市镇。总面积17平方公里，总人口9195人（2013年），人口密度544人/平方公里。